# Gena Rowlands
Gena Rowlands  (pronunciació en : //ˈdʒɛnə//) (Madison, 19 de juny de 1930 - Indian Wells, 14 d'agost de 2024) va ser una actriu estatunidenca de cinema independent.

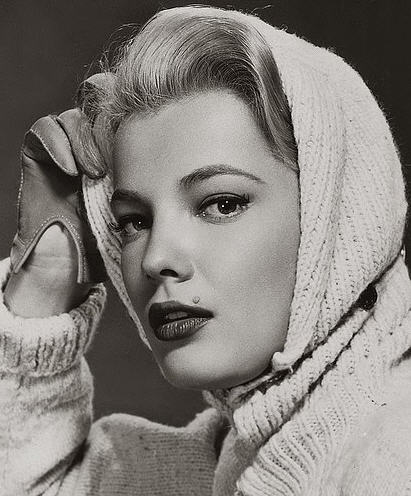
Gena Rowlands el 1955

Des de l'adolescència, va quedar fascinada per Bette Davis cosa que la va empènyer a fer cursos de teatre. Va estudiar a la Universitat de Wisconsin (1947-1950) i després anà a Nova York a estudiar a la American Academy of Dramatic Arts.
Al final d'una representació va conèixer el seu futur espòs John Cassavetes (mort el 1989) del qual va ser la musa i amb qui va rodar set pel·lícules. Es van casar quatre mesos després de la seva trobada.
Va ser atreta pel teatre i la televisió en directe però el seu espòs estava fascinat pel món del cinema, i diu: «Sabia transmetre tan bé el seu entusiasme que l'hem seguit amb els ulls tancats ». (Ben Gazzara, Peter Falk i Seymour Cassel).
Va tenir tres fills amb John Cassavetes, entre els quals l'actor i realitzador Nick, i Alexandra "Xan" (1965) i Zoe (1970), també actrius, directores i guionistes.

## Filmografia
- 1955: Top Secret (sèrie TV): Powell
- 1955: The Way of the World (sèrie TV): Paula Graves
- 1958: High Cost of Loving de José Ferrer: Jenny Fry
- 1961: 87th Precinct (sèrie TV): Teddy Carella
- 1962: Lonely Are the Brave: Jerry Bondi
- 1962: The Spiral Road: Els
- 1963: Un nen espera (A Child Is Waiting) de John Cassavetes: Sophie Widdicombe / Benham
- 1967: Tony Rome: Rita Kosterman
- 1967: Peyton Place (sèrie TV): Adrienne Van Leyden
- 1968: Nick Quarry (TV)
- 1968: Faces de John Cassavetes: Jeannie Rapp
- 1968: Gli Intoccabili de Giuliano Montaldo: Rosemary Scott
- 1971: Minnie and Moskowitz de John Cassavetes: Minnie Moore
- 1974: Una dona ofuscada (A Woman Under the Influence) de John Cassavetes: Mabel Longhetti, una dona enamorada i fràgil
- 1975: Columbo: Temporada 4 de Columbo, Episodi 5: Play Back' (Sèrie TV): Elizabeth Van Wick
- 1976: Two-Minute Warning: Janet
- 1977: Nit d'estrena (Opening Night) de John Cassavetes: Myrtle Gordon
- 1978: A Question of Love (TV): Linda Ray Guettner
- 1978: El robatori més gran del segle (The Brink's Job): Mary Pino
- 1979: Strangers: The Story of a Mother and Daughter (TV): Abigail Mason
- 1980: Gloria de John Cassavetes: Gloria Swenson
- 1982: Tempest: Antonia Dimitrius
- 1983: Thursday's Child (TV): Victoria Alden
- 1984: Love Streams de John Cassavetes: Sarah Lawson
- 1985: An Early Frost (TV): Katherine Pierson
- 1987: L'estrella del rock (Light of Day): Jeanette Rasnick
- 1987: The Betty Ford Story (TV): Betty Ford
- 1988: Una altra dona (Another Woman) de Woody Allen: Marion
- 1990: Montana (TV): Bess Guthrie
- 1991: Ted and Venus: Mme Turner
- 1991: Once Around: Marilyn Bella
- 1991: Night on Earth de Jim Jarmusch: Victoria Snelling
- 1991: Face of a Stranger (TV): Pat Foster
- 1992: Crazy in Love (TV): Honora
- 1993: Silent Cries: Peggy Sutherland
- 1994: Parallel Lives (TV): Francie Pomerantz
- 1995: Alguna cosa de què parlar (Something to Talk About): Georgia King
- 1995: The Neon Bible: Tia Mae
- 1996: Tornar a viure (Unhook the Stars) de Nick Cassavetes: Mildred Hawks (Millie)
- 1997: She's So Lovely de Nick Cassavetes: Mme Green
- 1998: Playing by Heart: Hannah
- 1998: Best Friends for Life (TV): Harriet Cahill
- 1998: Paulie: Ivy
- 1998: Hope Floats: Ramona Calvert
- 1998: Un món a la seva mida (The Mighty): Susan Pinneman (Gram)
- 1998: Grace & Glorie (TV): Grace Stiles
- 1999: The Weekend: Laura Ponti
- 2000: The Color of Love: Jacey's Story (TV): Georgia Porter
- 2001: Wild Iris (TV): Minnie Brinn
- 2002: Hysterical Blindness (TV): Virginia Miller
- 2002: Charms for the Easy Life (TV): Charlie Kate Birch
- 2003: The Incredible Mrs. Ritchie (TV): Evelyn Ritchie
- 2004: Vides alienes: Mrs. Rebecca Asher
- 2004: El quadern de Noah: Allie Calhoun
- 2005: The Skeleton Key: Violet Devereaux
- 2009: Monk (Temporada 7, episodi 12) (TV): Marge Johnson
- 2010: NCIS (TV): Joann (ex sogra de Gibbs)

## Premis i nominacions

### Premis
- 1975. Globus d'Or a la millor actriu dramàtica per A Woman Under the Influence
- 1978: Os de Plata a la millor interpretació femenina per Opening Night
- 1987: Primetime Emmy a la millor actriu en minisèrie o especial per The Betty Ford Story
- 1988: Globus d'Or a la millor actriu en minisèrie o telefilm per The Betty Ford Story
- 1992: Primetime Emmy a la millor actriu en minisèrie o especial per Face of a Stranger
- 2002: Primetime Emmy a la millor actriu secundària en minisèrie o telefilm per Hysterical Blindness
- 2015: Oscar honorífic en reconeixement de la seva contribució al món del cinema[2]

### Nominacions
- 1975: Oscar a la millor actriu per A Woman Under the Influence.
- 1975: Globus d'Or a la millor actriu dramàtica per A Woman Under the Influence
- 1978: Globus d'Or a la millor actriu dramàtica per Opening Night
- 1981: Oscar a la millor actriu per Glòria
- 1981: Globus d'Or a la millor actriu dramàtica per Glòria
- 1984: Globus d'Or a la millor actriu en minisèrie o telefilm per Hallmark Hall of Fame
- 1986: Globus d'Or a la millor actriu en minisèrie o telefilm per An Early Frost
- 1986: Primetime Emmy a la millor actriu en minisèrie o especial per An Early Frost
- 1993: Globus d'Or a la millor actriu secundària en sèrie, minisèrie o telefilm per Crazy in Love
- 2000: Primetime Emmy a la millor actriu en minisèrie o telefilm per The Color of Love: Jacey's Story
- 2002: Primetime Emmy a la millor actriu en minisèrie o telefilm per Wild Iris
- 2003: Globus d'Or a la millor actriu secundària en sèrie, minisèrie o telefilm per Hysterical Blindness
- 2007: Primetime Emmy a la millor actriu en minisèrie o telefilm per What If God Were the Sun?
- 2009: Primetime Emmy a la millor actriu convidada en sèrie còmica per Monk